# Петропавловка (Татишлинський район)
Петропа́вловка (рос. Петропавловка, башк. Петропавловка) — присілок у складі Татишлинського району Башкортостану, Росія. Входить до складу Кальміяровської сільської ради.
Населення — 291 особа (2010; 312 у 2002).
Національний склад:
- удмурти — 99 %